# Somebody to Die For
Somebody to Die For è un singolo del gruppo musicale britannico Hurts, pubblicato il 19 luglio 2013 come terzo estratto dal secondo album in studio Exile.

## Video musicale
Il videoclip, diretto da Frank Borin e girato a Slab City, è stato pubblicato il 24 giugno attraverso il canale YouTube del duo.

## Tracce
CD promozionale (Regno Unito)
1. Somebody to Die For – 3:20

Download digitale
1. Somebody to Die For (Radio Edit) – 3:20
2. Somebody to Die For (Unplugged) – 3:23
3. Somebody to Die For (Franz Novotny Remix) – 6:33
4. Exile (Freemasons Club Mix) – 7:11

CD singolo (Europa)
1. Somebody to Die For – 3:23
2. Ohne Dich – 4:31 – originariamente interpretata dai Selig

## Date di pubblicazione
| Paese       | Data           | Formati           |
| ----------- | -------------- | ----------------- |
| Belgio      | 19 luglio 2013 | Download digitale |
| Italia      | 19 luglio 2013 | Download digitale |
| Regno Unito | 21 luglio 2013 | Download digitale |
| Germania    | 30 agosto 2013 | CD                |